# Myotis anjouanensis
Myotis anjouanensis is een zoogdier uit de familie van de gladneuzen (Vespertilionidae). De wetenschappelijke naam van de soort werd voor het eerst geldig gepubliceerd door Dorst in 1960.

## Voorkomen
De soort komt voor op het eiland Anjouan van de Comoren.